# Cadichon – die Erinnerungen eines Esels
Cadichon – die Erinnerungen eines Esels (frz.: Cadichon, les mémoires d’un âne), auch Cadichon, der sprechende Esel oder Die Erinnerungen des Esels Cadichon, ist eine französische Zeichentrickserie aus dem Jahr 1980.

## Inhalt
Der Esel Cadichon erzählt in jeder Folge eine Geschichte aus seinem Leben. Ab der zweiten Staffel handelt es sich vor allem um seine Reisen an verschiedene Orte der Welt. Bei seinen Erfahrungen mit Menschen muss er immer wieder feststellen, dass ihm nicht alle wohlgesinnt sind.
Die Serie basiert auf dem Werk Erinnerungen eines Esels der Comtesse Sophie de Ségur.

## Produktion und Veröffentlichung
Insgesamt wurden 20 Folgen in zwei Staffeln mit jeweils zehn Folgen produziert, die jeweils circa zwölf Minuten dauern. Die Erstausstrahlung lief ab dem 6. September 1986 bei Canal+. 
In Deutschland lief die Serie zunächst auf Tele 5 in der Serie Bim Bam Bino und später im Zeitraum 1994 bis '98 auf RTL II, unter anderem im Rahmen der Kindersendung Vampy. Zudem erschienen die ersten beiden Folgen auf VHS-Kassette.